# Cebus versicolor
El capuchino de frente blanca variado (Cebus versicolor) es una especie del género Cebus de Colombia. Había sido clasificado como una subespecie del capuchino de frente blanca (C. albifrons)  El análisis genético realizado por Jean Boubli en 2012 reveló que era una especie separada.  Algunos autores consideran que el capuchino de frente blanca del Río Cesar es una subespecie del capuchino de frente blanca variada.
El capuchino de frente blanca variado vive en bosques húmedos de tierras bajas y en pantanos de palmas en el valle del río Magdalena en el norte de Colombia.  Tiene un pelaje rojizo en su espalda, antebrazos y la parte frontal de sus patas, en contraste con un pelaje más claro en general.  Tiene una corona marrón oscuro en la cabeza que contrasta con el pelaje claro en las sienes, la frente, el mentón, la garganta y en los lados de su cara y cuello.  Tiene una longitud de cabeza y cuerpo entre 45 y 50.5 cm con una longitud de cola de entre 42 y 45.5 mm.